# Universal Soldier
Universal Soldier é um filme norte-americano de 1992, dos gêneros de ficção científica e ação, dirigido por Roland Emmerich.

## Elenco
- Jean-Claude Van Damme — Luc Deveraux/GR44
- Dolph Lundgren — Andrew Scott/GR13
- Ally Walker — Veronica Roberts
- Ed O'Ross — Coronel Perry
- Jerry Orbach — Dr. Christopher Gregor
- Leon Rippy — Woodward
- Tico Wells — Garth
- Ralf Moeller — GR76
- Gene Davis — Tenente
- Drew Snyder — Charles
- Tommy 'Tiny' Lister — GR55
- Simon Rhee — GR61
- Eric Norris — GR86
- Michael Winther — Técnico
- Joseph Malone — Huey Taylor
- Rance Howard — John Devreux
- Lilyan Chauvin — Srª. John Devreux